# Theridion bellatulum
Theridion bellatulum là một loài nhện trong họ Theridiidae.
Loài này thuộc chi Theridion. Theridion bellatulum được Herbert Walter Levi miêu tả năm 1963.